# The First Album
The 1st Album (с англ. — «Первый альбом») — дебютный студийный альбом немецкой диско-группы Modern Talking, впервые вышедший в виде виниловой пластинки в первой половине 1985 года в Германии (другие источники ошибочно указывают конец 1984 года).

## Об альбоме
The First Album включает в себя два международных хита — «You’re My Heart, You’re My Soul» и «You Can Win If You Want». Первая композиция была впервые выпущена в виде сингла 29 октября 1984, вторая — 13 марта 1985. После выпуска второго сингла вышел сам альбом. Всего в мире было продано около 6 млн копий альбома. Некоторые из вошедших в альбом песен были уже выпущены ранее Дитером Боленом («The Night Is Yours, The Night Is Mine», «Lucky Guy») под псевдонимом Ryan Simmons и Томасом Андерсом (немецкий вариант песни «Lucky Guy» — «Es geht mir gut heut' Nacht» («Мне хорошо сегодня ночью» — пер.)) в 1983—1984 гг. Также в альбоме есть единственная песня дуэта, в которой пел куплеты Дитер Болен, а припев — Биргер Корляйс («There's Too Much Blue in Missing You»).

## Успех, отзывы и критика
Альбому сопутствовал успех: в 1985 году он занял первые места в чартах Германии, Дании, Финляндии, Португалии, Турции, Израиля и Чили. К ноябрю 1985 уже было продано более миллиона копий, а журналисты писали о Modern Talking как о поп-феномене, сравнимом с группой ABBA.
Пресса писала об обложке альбома: «спортивный ботинок олицетворяет Дитера — спортсмена и рубаху-парня, а лакированная туфля — Бернда (Томаса Андерса) с его более элегантным прикидом. На сцене — так же, как в частной жизни».
Альбом собрал в Европе девять золотых наград, а в Германии, Австрии и Швеции — платину, и продержался в чартах 43 недели.

## Список композиций
Вся музыка написана Д. Болен..
| №                   | Название                                 | Автор(ы)                  | Исполнители         | Длительность |
| ------------------- | ---------------------------------------- | ------------------------- | ------------------- | ------------ |
| 1.                  | «You're My Heart, You're My Soul»        | Д. Болен                  | Т. Андерс, Д. Болен | 5:36         |
| 2.                  | «You Can Win If You Want»                | Д. Болен                  | Т. Андерс, Д. Болен | 3:55         |
| 3.                  | «There’s Too Much Blue In Missing You»   | Д. Болен                  | Д. Болен            | 4:40         |
| 4.                  | «Diamonds Never Made A Lady»             | Д. Болен                  | Т. Андерс, Д. Болен | 4:05         |
| 5.                  | «The Night Is Yours — The Night Is Mine» | Д. Болен                  | Т. Андерс, Д. Болен | 5:30         |
| 6.                  | «Do You Wanna»                           | Mary Applegate / Д. Болен | Т. Андерс, Д. Болен | 4:22         |
| 7.                  | «Lucky Guy»                              | Д. Болен                  | Т. Андерс, Д. Болен | 3:31         |
| 8.                  | «One In A Million»                       | Д. Болен                  | Т. Андерс, Д. Болен | 3:44         |
| 9.                  | «Bells Of Paris»                         | Д. Болен                  | Т. Андерс, Д. Болен | 4:17         |
| Общая длительность: | Общая длительность:                      | Общая длительность:       | Общая длительность: | 39:40        |

## Высшие позиции в чартах (1985)
| Чарт (1985) | Высшая позиция |
| ----------- | -------------- |
| ФРГ         | 1              |
| Швеция      | 12             |
| Норвегия    | 5              |
| Швейцария   | 2              |
| Австрия     | 2              |
| Нидерланды  | 9              |

## Участники записи
Modern Talking
- Томас Андерс — вокал (кроме 3 трека)
- Дитер Болен — аранжировки, продюсирование, вокал в куплетах 3 трека

Другие участники
- Рольф Кёлер, Михаэль Шольц, Детлеф Видеке, Биргер Корлейс — бэк-вокал
- Биргер Корлейс — вокал в припеве (3)
- Луис Родригес — сопродюсирование, аранжировки, инжиниринг
- Ральф Штемманн — клавишные, программирование
- Манфред Вормстейн — арт-директор, дизайн
- Фридерик Габович — фотография